# Fredrik Stenhammar
Oscar Fredrik Stenhammar, född den 11 juli 1834 i Häradshammar, död den 1 mars 1884 i Stockholm, var en svensk operasångare (tenor).
Stenhammar studerade 1852–1855 vid Uppsala universitet, där han gjorde sig bemärkt som studentsångare, och 1859 vid Bergsskolan i Falun. Han var 1855–1856 elev vid Kungliga teatern och debuterade sistnämnda år vid det första svenska framförandet av Rossinis Wilhelm Tell. Stenhammar begav sig sedan till Paris för röststudier och var 1862–1865 engagerad vid Kungliga teatern.
Han hade ansetts som mycket löftesrik men tvingades lämna sångarbanan sedan hans röst försämrats. Han inträdde 1865 som kammarskrivare i Tullverket, där han befordrades till kontrollör 1881. I kretsen av Kungliga teaterns sångare var Stenhammar en uppskattad umgängesbroder, också sedan sångarkarriären hade avslutats.
Stenhammar var son till prästen och naturforskaren Christian Stenhammar och yngre bror till arkitekten och tonsättaren Per Ulrik Stenhammar och därmed farbror till tonsättaren Wilhelm Stenhammar. En yngre bror var prästen Evald Stenhammar. Från 1863 var han gift med sångerskan Fredrika Stenhammar, född Andrée. Deras dotter var sångerskan, organisten och körledaren Elsa Stenhammar.